# St. Stephanus (Eckstedt)

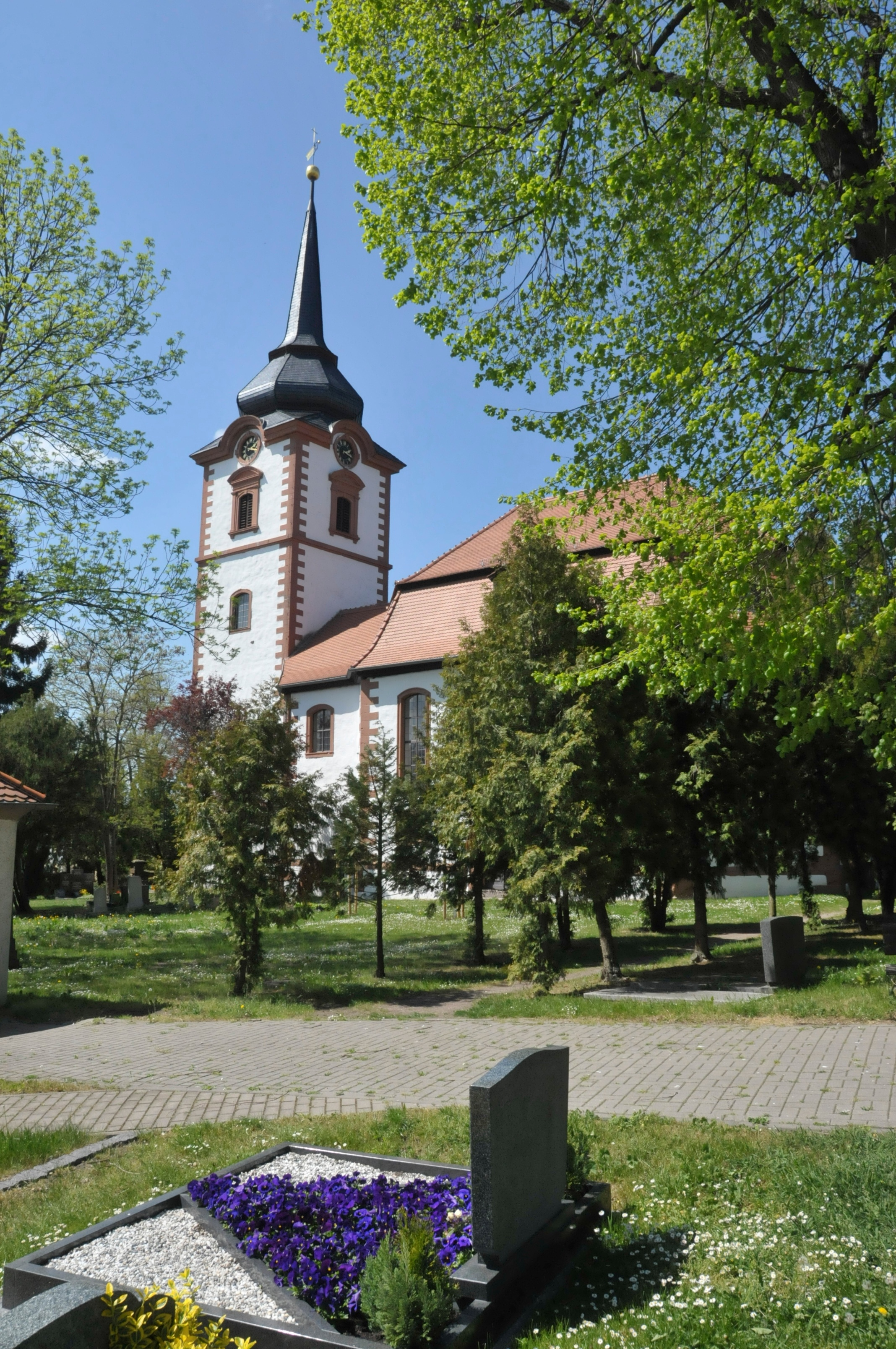
St. Stephanus

Die evangelisch-lutherische Dorfkirche St. Stephanus steht am Ollendorfer Weg 1 in der Gemeinde Eckstedt im Landkreis Sömmerda in Thüringen. Sie ist nach dem heiligen Stephanus benannt. Die Kirchengemeinde Eckstedt gehört zum Pfarrbereich Udestedt im Kirchenkreis Apolda-Buttstädt der Evangelischen Kirche in Mitteldeutschland.

## Baubeschreibung
1740 bis 1744 wurde die Kirche an der Stelle eines mittelalterlichen Vorgängers einheitlich im Zopfstil errichtet. Die verputzte, mit Ecksteinen versehene Saalkirche wurde 1863/64 renoviert. Das Kirchenschiff hat einen gestreckten, achteckigen Grundriss. Es ist mit einem abgewalmten Mansarddach bedeckt. Der oval ausgebildete Innenraum ist mit umlaufenden, zweigeschossigen Emporen versehen, in denen Logen eingebaut sind. Er ist mit einem hölzernen Tonnengewölbe überspannt, das verputzt ist und Spiegel aus Stuck haben. Der eingezogene Kirchturm im Westen ist durch einen Zwischenbau mit dem Kirchenschiff verbunden. Er trägt eine spitzen Helm. Die Portale sind durch Gebälk und Kartuschen verziert, das westliche ist mit Pilastern gegliedert und hat einen Gaffkopf im Giebel.

## Ausstattung
Das Innere ist im Sinne des protestantischen Zentralraums aufgefasst: Dem Kanzelaltar im Osten antworten die Patronatsloge und die Orgel im Westen.
Der Kanzelaltar wurde um 1750 gebaut. Er ist architektonisch gegliedert. Über ihm sind freistehende Statuen von Mose und Christus. Der geschweifte Kanzelkorb ist mit Engelsköpfen verziert. Darüber auf dem Schalldeckel sind Christus und ein Pelikan dargestellt. Das hölzerne Taufbecken stammt aus der Mitte des 18. Jahrhunderts, der Fuß ist in Form von Delfinen gestaltet.
Die Orgel mit 14 Registern, verteilt auf 2 Manuale und Pedal, wurde um 1900 von einem  unbekannten Orgelbauer gebaut.